# Muwawalwi
Muwawalwi (luwisch: „Kraftlöwe“) war ein König des Šeḫa-Flusslandes um die Mitte des 14. Jahrhunderts v. Chr. Er war der Vater von Ura-Tarḫunta und Manapa-Tarḫunta. Letzterer war der rechtmäßige Thronerbe, wurde aber von seinen Brüdern vertrieben.